# BAD BOY (みちのくプロレス)
BAD BOY（バッド・ボーイ）は、日本のプロレス団体「みちのくプロレス」で結成されたヒールユニット。

## 経歴
- 2012年1月14日、フジタ"Jr"ハヤト、南野タケシ、卍丸、Ken45°が結成。
- 6月3日、佐々木大地（現：MUSASHI）が加入。
- 2013年10月23日、佐々木が脱退。
- 2016年9月2日、拳剛が加入。
- 2017年3月20日、南野が脱退。
- 2019年3月17日、MUSASHIが再加入。
- 2020年1月、MUSASHIが再脱退。
- 2月29日、拳剛が脱退。
- 2021年、解散。しかしハヤトの復帰後に再結成をすると発表。

## メンバー
- フジタ"Jr"ハヤト（リーダー）
- 卍丸
- Ken45°

## 元メンバー
- 南野タケシ
- MUSASHI
- 拳剛